# Los verdes campos del Edén
Los verdes campos del Edén és una obra de teatre d'Antonio Gala, estrenada el 20 de desembre de 1963 al Teatro María Guerrero de Madrid.

## Argument
A una petita ciutat arriba un rodamón de nom Juan a la recerca del panteó del seu avi, únic lloc a la terra del qual creu pertànyer. Juan converteix el panteó en el seu estatge, burlant a les autoritats i amb l'aquiescència del guarda del cementiri. En dia de Nadal convida a tots els desarrelats que ha conegut en el seu periple perquè comparteixin amb ell en el panteó unes hores de felicitat. No obstant això, l'escàndol provocat alerta a les autoritats i Juan és finalment detingut.

## Representacions destacades
- Teatre (Estrena, 1963). Direcció: José Luis Alonso. Intèrprets: José Bódalo (Juan), Antonio Ferrandis, Amelia de la Torre, Rosario García Ortega, Margarita García Ortega, Julieta Serrano, Rafaela Aparicio, Alfredo Landa, José Vivó.[2]

- Televisió (Estudio 1, TVE, 1967). Intèrprets: José Bódalo, Antonio Ferrandis, Amelia de la Torre, María José Alfonso, María Luisa Ponte, Joaquín Pamplona, Erasme Pascual.

- Televisión (Teatro de siempre, TVE, 1969). Direcció: Jaime Azpilicueta. Intèrprets: Ramón Corroto, Enriqueta Carballeira, Josefina de la Torre, Mercedes Prendes, José Vivó.

- Teatre (Teatro María Guerrero, Madrid, 2004). Direcció: Antonio Mercero. Intèrprets: Joan Crosas, Chema de Miguel Bilbao, Lola Cardona, Rubén Ochandiano, Fernando Ransanz, Tomás Sáez i Marisol Ayuso.[3]

## Premis
- Premio Nacional de Teatro Calderón de la Barca .